# Морес (Сарагоса)
Морес (ісп. Morés) — муніципалітет в Іспанії, у складі автономної спільноти Арагон, у провінції Сарагоса. Населення — 437 осіб (2010).
Муніципалітет розташований на відстані близько 210 км на північний схід від Мадрида, 60 км на захід від Сарагоси.
На території муніципалітету розташовані такі населені пункти: (дані про населення за 2010 рік)
- Морес: 401 особа
- Пуррой: 36 осіб

## Демографія
Динаміка населення (INE ):